# 船山
船山（ふなやま）は、飛騨高地の中央に位置する岐阜県高山市と下呂市にまたがる標高1,479 mの山。舟山とも書く。

## 概要
位山、川上岳と船山を合わせて位山三山、飛騨三霊山と呼ばれている。西側の位山との鞍部の位山峠には東山古道が通っていた。船山を含む周辺の山域は、岐阜県の位山舟山県立自然公園の指定を受けている。ぎふ百山の一つに選定されている。山頂部には、モミ、ネズコ、イチイなどの原生林があり、船山山頂花木園が整備されている。山頂の東側には船山神社がある。山頂部にはテレビ局や電気通信事業者の高山市方面への電波通信施設が乱立する。山麓の傾斜地にある開拓地では、高冷地の気候を生かしてナシとリンゴ、モモなどが栽培されている。
東山腹には、ひだ舟山スノーリゾートアルコピアのスキー場が開設され、夏には「アルコピアひまわり園」の観光スポットとなっていた。しかし、利用客の落ち込みから、ひだ舟山スノーリゾートアルコピアは2023年（令和5年）3月12日に廃止された。廃止後も旧スキー場のゲレンデをヒマワリ畑にするイベントは継続している。旧スキー場についてはキャンプ場などを開設する計画がある。

## 山名の由来
昔は「久々濃山」と呼ばれていた。『宮殿縁起』では、「雲の波を分け船を止めたことから船山と呼ばれた」とされている。船を逆さに伏せたような山容であることが山名の由来であるとする説もある。飛騨富士（ひだふじ）の異称をもつ。

## 登山道
岐阜県道98号宮萩原線沿いの位山峠及びアララギ湖から登山道が開設されている。位山峠から山頂へ至る登山道の下部にはブナの原生林があり、位山峠から登るコースは「光と風の道」と名付けられている岐阜大学の演習林に沿ったコース。積雪期には、ひだ舟山スノーリゾートアルコピアからリフトを利用して雪山登山が行われることもあり、山頂部には北アルプスを望む展望台があり、東屋が設置されている。山頂部からは白山、御嶽山、位山、川上岳などを望むことができる。

## 地理
高山市の南側にあり、飛騨高地で独立峰のように位置する。山頂部は東西に長い。乗鞍岳から西に延びる位山分水嶺に属する。

### 周辺の主な山
山頂の東2.9 kmには、大沢山（標高1,112 m）がある。周辺の主要な山を以下に示す。
| 山容                                                       | 山名   | 標高(m)  | 三角点等級 基準点名              | 船山からの 方角と距離(km) | 備考                          |
| ---------------------------------------------------------- | ------ | -------- | -------------------------------- | ------------------------- | ----------------------------- |
| 船山から望む乗鞍岳（2015年3月28日）                        | 乗鞍岳 | 3,025.73 | 一等 「乗鞍岳」                  | 東北東 29.7               | 日本百名山                    |
| 船山から望む位山（2015年3月28日）                          | 位山   | 1,528.87 | 三等 「位山」                    | 西北西 4.2                | 日本二百名山                  |
| モンデウス飛騨位山スノーパークから望む船山（2013年2月5日） | 船山   | 1,479.39 | 二等 「船山」                    | 0                         | ぎふ百山                      |
| 船山から望む川上岳（2015年3月28日）                        | 川上岳 | 1,625.49 | 一等 「兎馬場」                  | 西南西 8.3                | 阿寺山地の最高峰 日本三百名山 |
| 船山から望む御嶽山（2015年3月28日）                        | 御嶽山 | 3,067    | （一等）「御岳山」 （3,063.61m） | 東南東 26.2               | 日本百名山                    |

### 周辺の峠
- 位山峠 - 山頂の西南西2.7 km、船山と位山との鞍部。約1,095 m[8]。岐阜県道98号宮萩原線が通る。位山峠から下呂市萩原町山之口への東山古道には、今でもわずかに石畳が残り中部北陸自然歩道[14] として整備されている[3]。
- 苅安峠 - 山頂の北北西4.4 km、標高約900 m。岐阜県道98号宮萩原線が通る。
- 宮峠 - 山頂の北北東6.7 km、標高約800 m。国道41号が通る。日本海側と太平洋側との分水嶺。

### 源流の河川

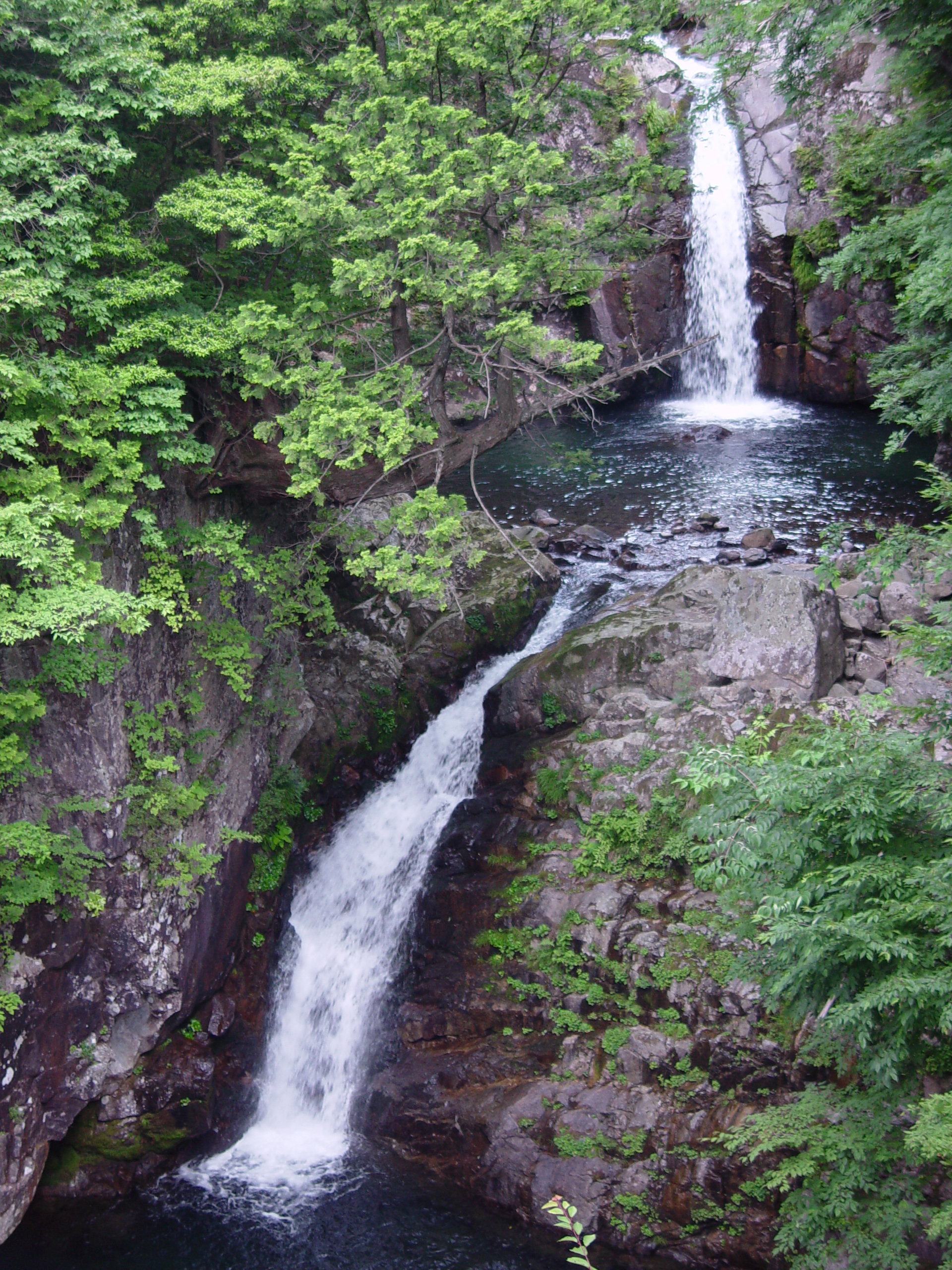
飛騨川の支流の牛牧谷にある夫婦滝

木曽川水系の以下の飛騨川支流を源流となる山で、太平洋側の伊勢湾へ流れる。
- 牛牧谷 - 山頂の南東4.7 kmに夫婦滝がある[12]。
- 初谷
- 無数河川 - 山頂の西2 kmに、1975年（昭和50年）の久々野防災ダムが建設され、アララギ湖ができた[8]。周辺にアララギ湖キャンプ場とアララギ湖原生林公園がある[3]。

### 交通・アクセス
東山麓の飛騨川沿いにJR東海の高山本線と国道41号通り、北山麓の無数河川沿いに岐阜県道455号段久々野線が通り、西山腹に岐阜県道98号宮萩原線が通る。北山腹に林道が通り、南山腹に山頂部の電波通信設備へ至る船山管理道路が通る。
- JR東海の高山本線久々野駅の南西4.6 kmに位置する[2]。
- 中央自動車道中津川インターチェンジの北北西65 km、東海環状自動車道美濃加茂インターチェンジの北北東64 km、中部縦貫自動車道（高山清見道路）高山インターチェンジの南16 kmに位置する。

## 船山の風景と眺望

### 船山の風景

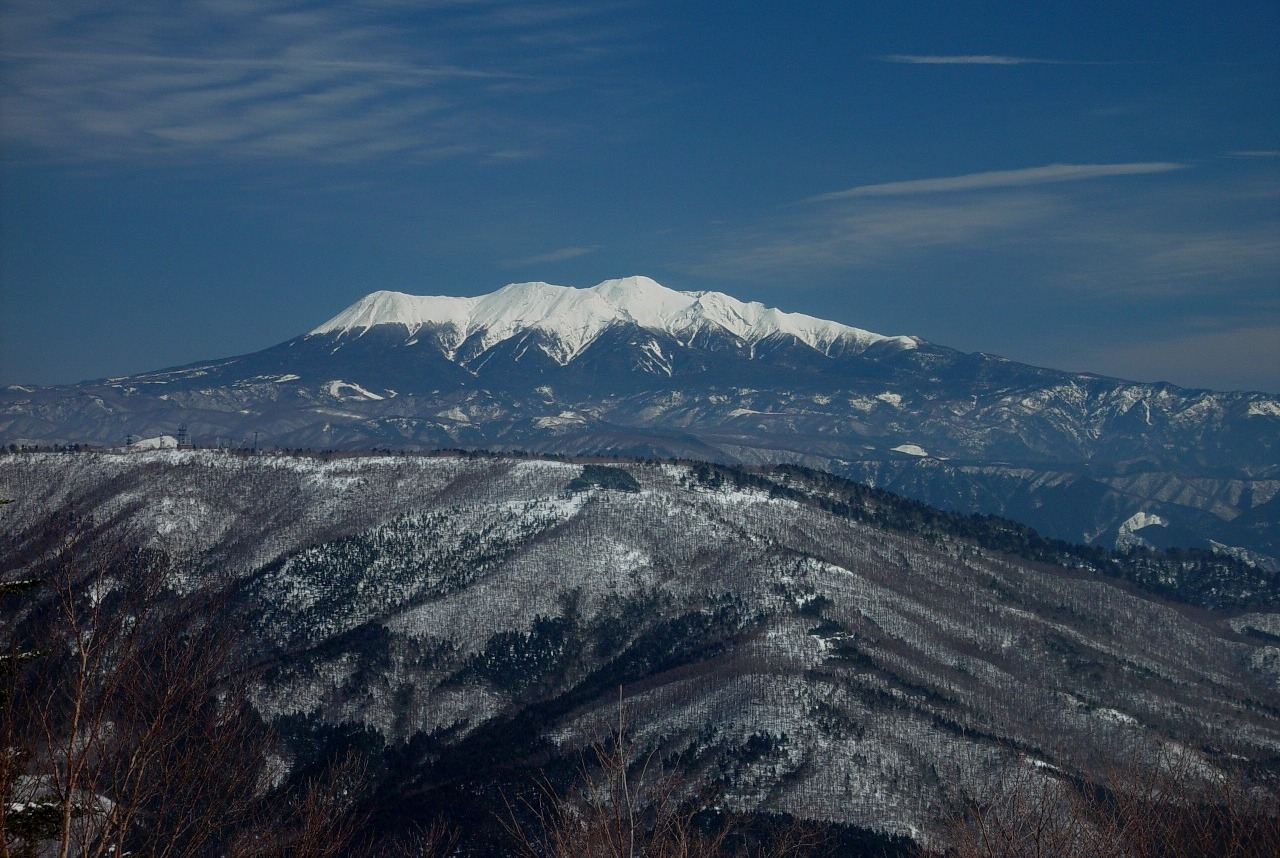
位山から望む船山と御嶽山 （2005年3月21日）
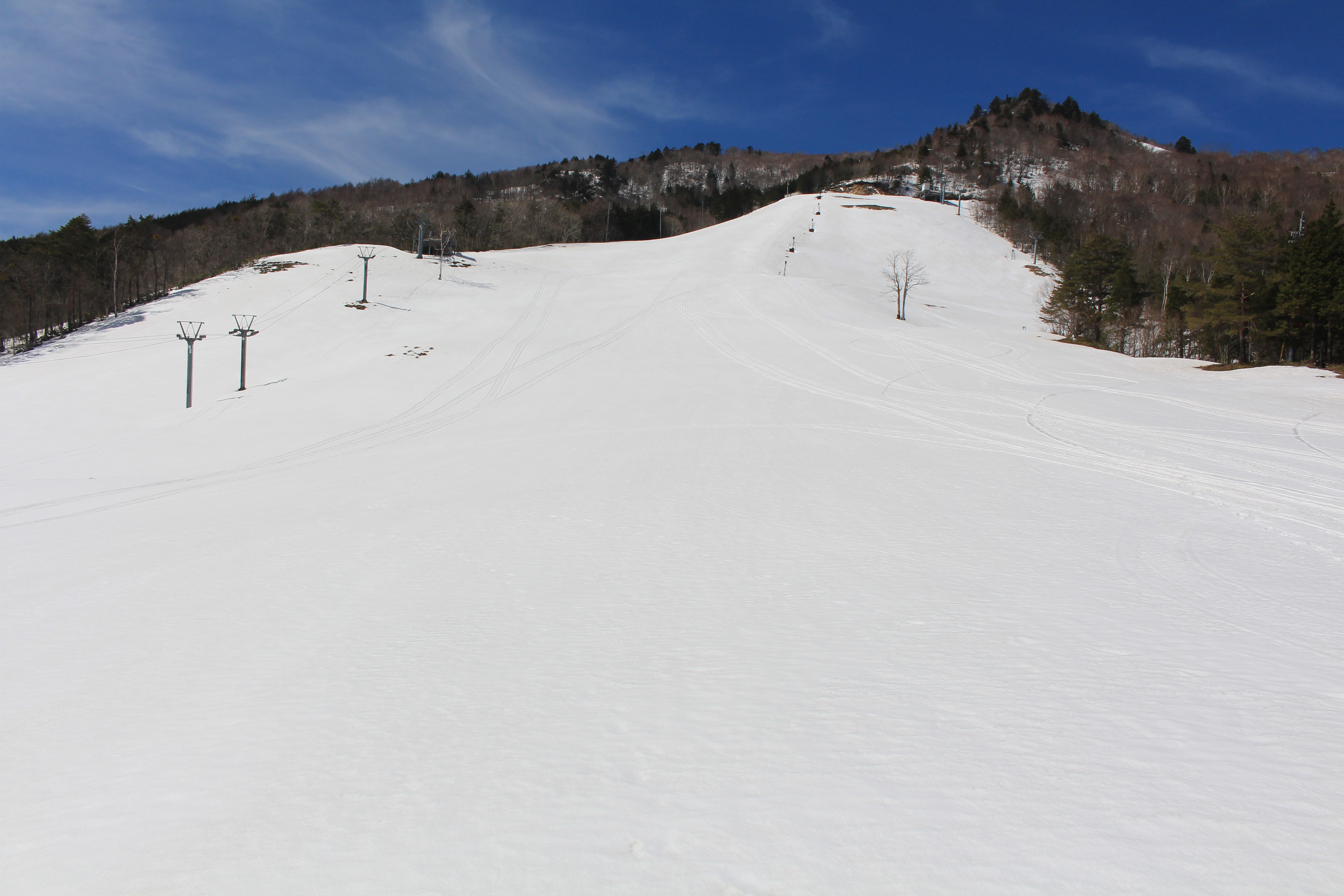
船山の北東面にあるひだ舟山スノーリゾートアルコピア （2015年3月28日）
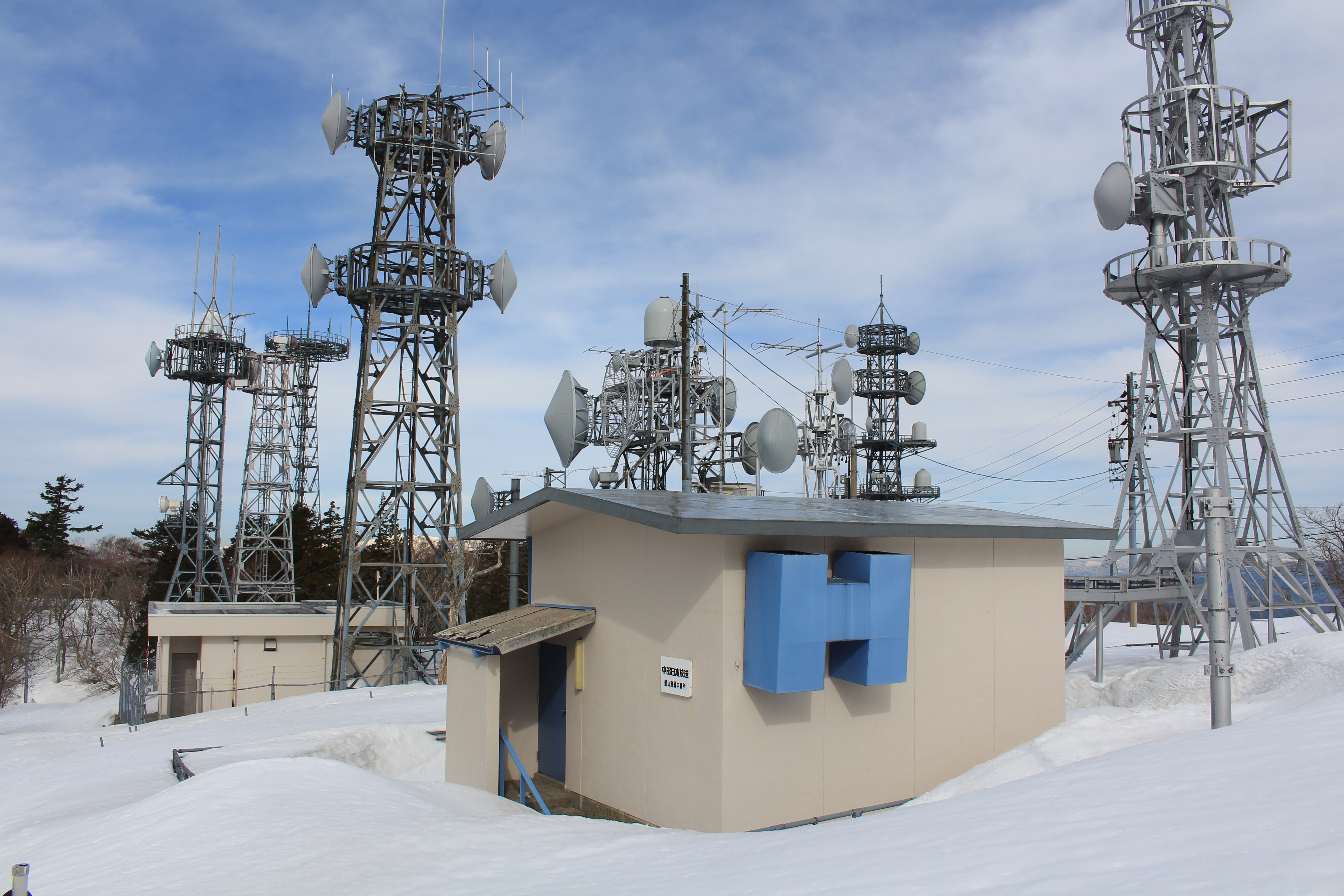
船山の山頂部にあるCBCテレビの船山無線中継所と、その他の電波塔群 （2015年3月28日）

### 船山からの眺望

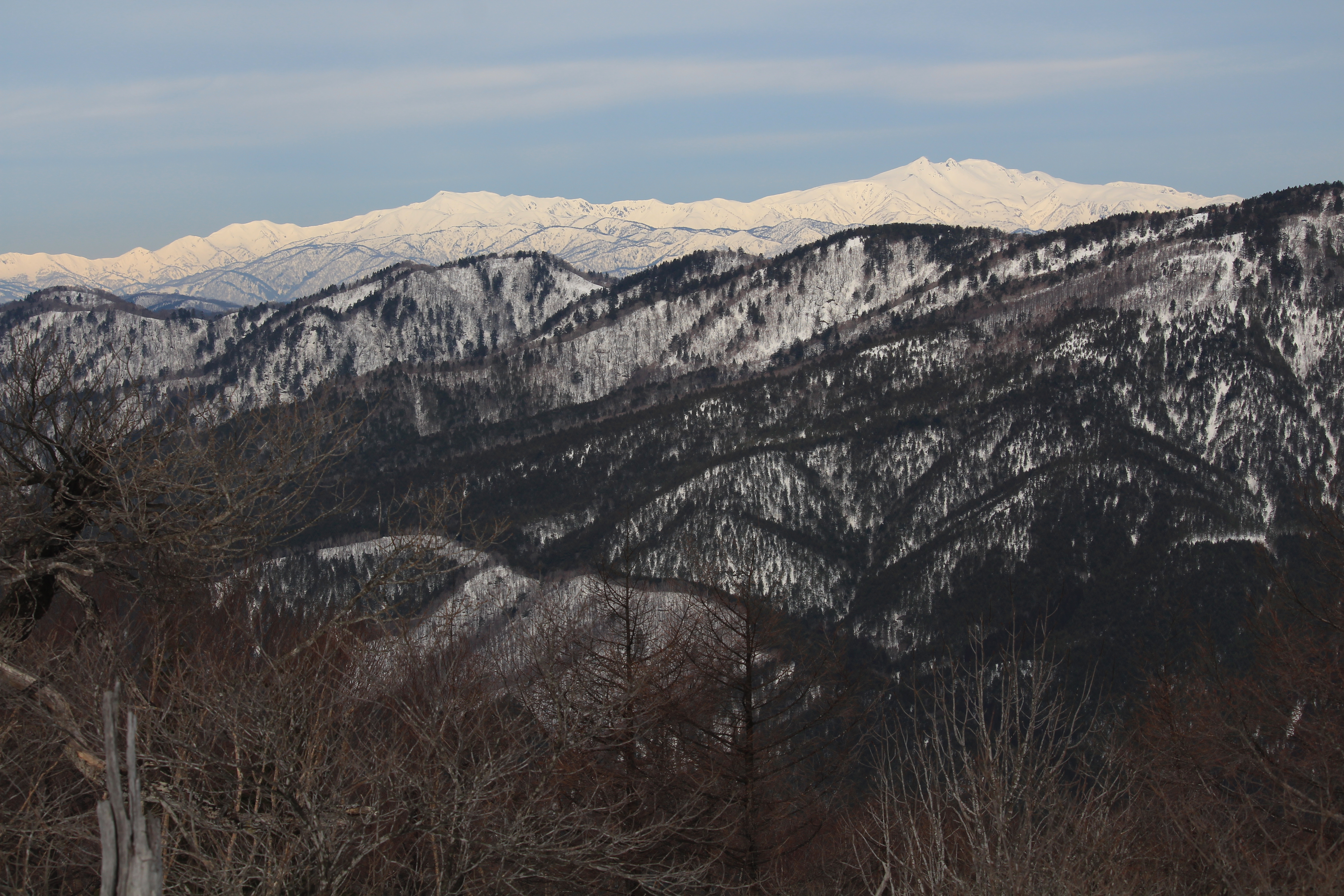
船山から望む両白山地の別山と白山 （2015年3月28日）
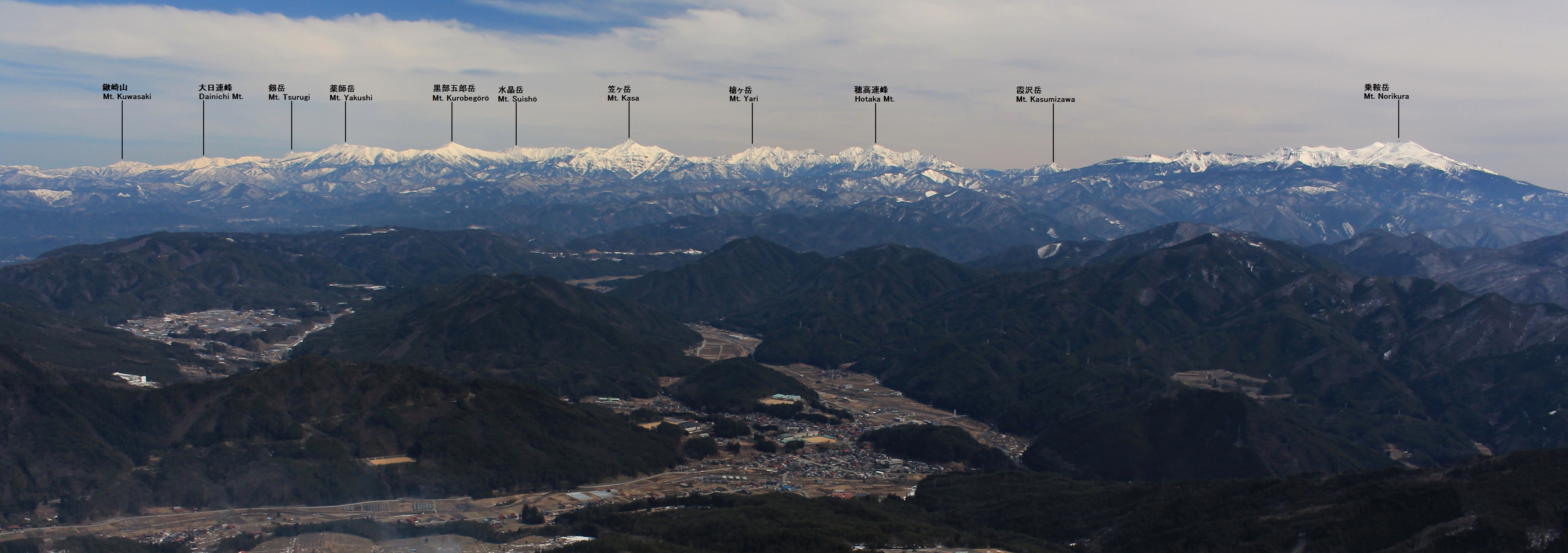
船山から望む北アルプス（飛騨山脈）の山並み、左から鍬崎山、大日連峰、剱岳、薬師岳、黒部五郎岳、水晶岳、笠ヶ岳、槍ヶ岳、穂高連峰、霞沢岳、乗鞍岳 （2015年3月28日）
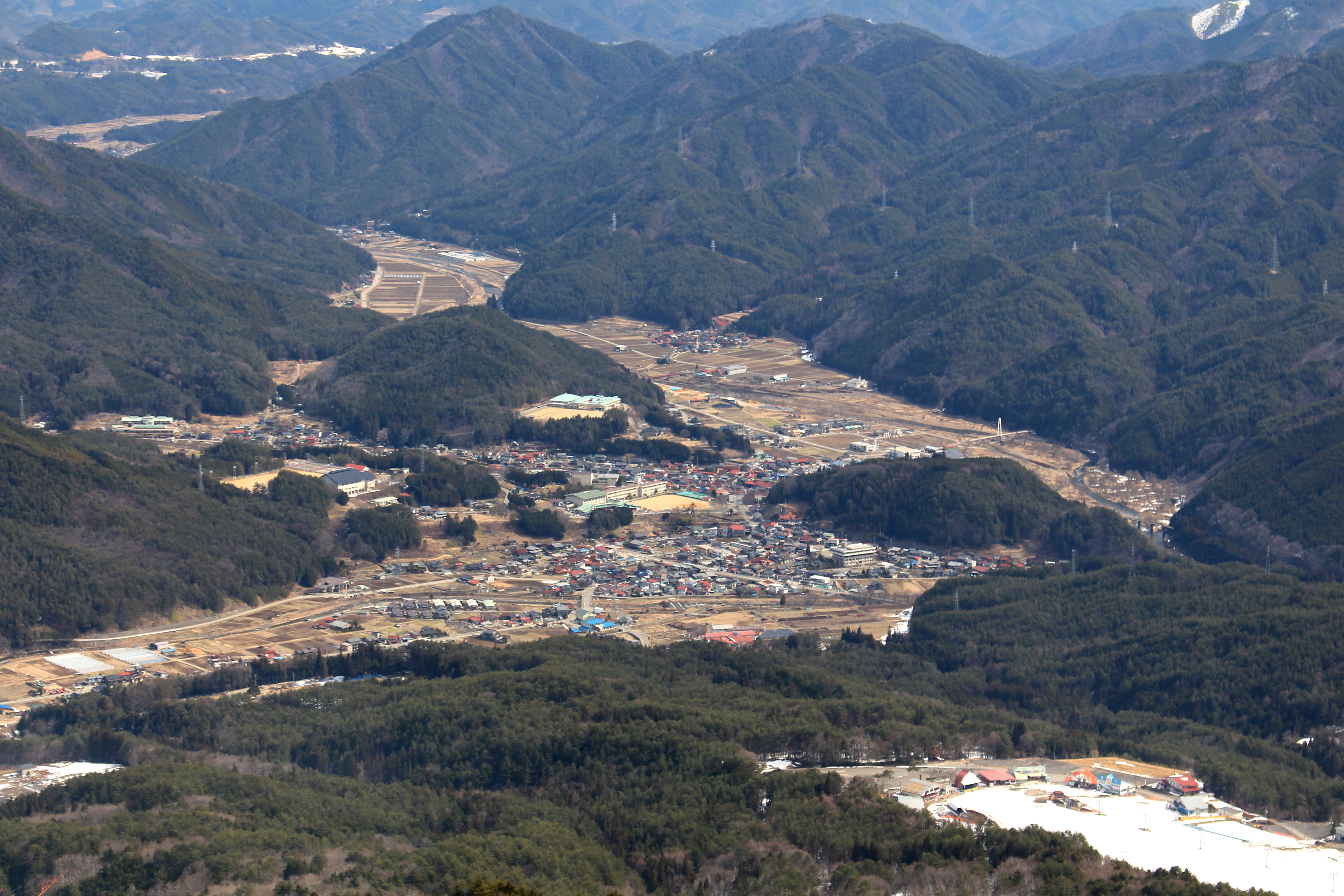
船山から望む高山市久々野町の中心部 （2015年3月28日）